# 1671 en France
Chronologie de la France
- 1667
- 1668
- 1669
- 1670
- 1671
- 1672
- 1673
- 1674
- 1675

Cette page concerne l'année 1671 du calendrier grégorien.

## Événements
- 2 janvier : les États généraux des Provinces-Unies, en représailles au tarif douanier de 1667, mettent des droits prohibitifs sur les vins et les eaux-de-vie françaises, principal produit d'exportation des Provinces-Unies[1]. Colbert réplique par un arrêt du 7 janvier, faisant défense de charger des eaux-de-vie sur les bâtiments hollandais et frappant d'un droit les harengs importés par eux[2]. En novembre 1671, les états généraux des Provinces-Unies interdisent pour un an toutes les importations en provenance de France[3].

- 4 février : création du régiment de fusiliers du roi, futur régiment Royal-Artillerie, chargé de protéger l'artillerie[4] ; ils sont équipés  par Louvois de fusil à baïonnette qui remplace le mousqueton à mèche.

- 12 mars : François Harlay de Champvallon (1625-1695), élu le 2 janvier, devient archevêque de Paris[5].

- 22 mai : une déclaration royale signée à Dunkerque accordent des privilèges à ceux qui construiront et s'installeront à Versailles[6] ; elle favorise la reconstruction de la ville  selon un plan géométrique (François d'Orbay, Jules Hardouin-Mansart)[7].

- 3 août : Charles-Maurice Le Tellier devient archevêque de Reims à la mort d'Antonio Barberini[8]. Avec Champvallon, il devient le leader de l’épiscopat français.
- 8 août : ambassade de Pomponne en Suède pour négocier un nouveau traité d’alliance, conclu le 14 avril 1672[9].
- 9 août : Exécution de l'organisation définitive des régiments français de cavalerie.

- 1er septembre : mort d'Hugues de Lionne[8]. Arnauld de Pomponne, alors ambassadeur en Suède, est nommé secrétaire d’État des affaires étrangères le 5 septembre[10]. Louvois assure l’intérim jusqu'à son retour le 15 février 1672[11].

- 21 novembre: remariage de Monsieur, frère du roi, avec Élisabeth-Charlotte de Bavière dite la princesse palatine, chroniqueuse du règne, célébré à Châlons[12].

- 31 décembre : inauguration de l’Académie royale d'architecture, dirigée par François Blondel[13].